# Едірне (вілаєт)
41°40′37″ пн. ш. 26°33′20″ сх. д. / 41.676944444444° пн. ш. 26.555555555556° сх. д.
Вілаєт Едірне (осман. ولايت ادرنه‎) — вілаєт Османської імперії, що розташовувався у регіоні Фракія (Балкани). Утворений 1867 року замість еялету Едірне з площею 67,800 км². У 1922 році увійшов до складу Турецької республіки, після чого його було реформовано.

## Історія
У 1867 році в рамках реформи Танзімату еялет Едірне було перетворено на вілаєт Едірне. У 1876 році північні санджаки вілаєту були охоплені болгарським повстанням, яке було придушено. Під час російсько-турецької війни 1877—1878 років спочатку було базою для османських військ, що діяли проти Російської імперії у Болгарії, але після поразок 1878 року увесь вілаєт було окуповано супротивником. Втім за рішенням берлінського конгресу 1878 року вілаєт Едірне повернуто до імперії, але 2 санджаки увійшли до складу автономії Східна Румелія.
У 1894 році тут створено Адріанопольський революційний округ, що став частиною Болгаро-Македонського революційного комітету, спрямованого на повалення османської влади та передачі земель вілаєту Болгарії. У 1903 році очільники округу підняли повстання відоме як Повстання Преображення, що стало складовою частиною Ілінденського повстання.
Під час Першої Балканської війни у січні 1913 року більша частина вілаєту опинилася під владою Болгарії, що було закріплено Лондонським договором від 30 травня 1913 року. У липні того ж року османська імперія втрутилася у Другу Балканську війну, відвоювавши Едірне. Втім, після Другої Балканської війни (1913 рік) частина вілаєту все ж відійшла до Болгарського царства.
У часи Першої світової війни з вілаєту здійснювався наступ проти Греції. При цьому він прикривався болгарським військом. У 1915 році південні санджаки стали місцем Дарданельської битви, де османські війська завдали поразки Великій Британії. У 1918 році після капітуляції османської імперії більша частина вілаєту була окупована Грецією. Втім, внаслідок греко-турецької війни 1919—1922 років значна частина приєднана до новоутвореної турецької республіки.
1923 року в рамках Лозаннського мирного договору вілайет був розділений між Туреччиною та Грецією: Східну та Західну Фракію відповідно. Турецька частина колишнього вілаєту було поділено на провінції Едірне, Чанаккале, Киркларелі, Текірдаг.

## Структура
Вілаєт складався з 8 санджаків, 31 кази і 109 нахій:
- санджак Едірне мав 12 кази (1867—1878 роки): Едірне, Джісг-і-Мустафапаша, Кирджалі, Діметока, Ортакьой, Узункьопрю, Хавса, Киркларелі, Баба-ї Атик, Пинархісар, Хатунілі-Кизилагач, Фереджик; 6 кази: Едірне, Джісг-і-Мустафапаша, Кирджалі, Діметока, Ортакьой, Узункьопрю, Хавса.
- санджак Киркларелі — 7 кази (1879—1913 роки): Киркларелі, Тирноваджик, Люлебургаз, Візе, Ахтаболу, Киїкьой, Бабаескі; 5 кази (1913—1916 роки): Киркларелі, Люлебургаз, Візе, Киїкьой, Бабаескі; 6 кази (1916—1922 роки): Киркларелі, Люлебургаз, Візе, Киїкьой, Бабаескі, Сарай.
- Текірдазький санджак — 7 кази (1867—1879 роки): Текірдаг, Візе, Люлебургаз, Мідіє, Чорлу, Малкара, Хайраболу; 4 кази (1879—1922 роки): Текірдаг, Чорлу, Малкара, Хайраболу.
- санджак Геліболу — 7 кази (1867—1879 роки): Геліболу, Еджеабат, Шаркьой, Мюрефте, Кешан, Енез, Гюмюлджіне; 5 кази (1879—1913 роки): Геліболу, Еджеабат, Шаркьой, Мюрефте, Кешан; 7 кази (1913—1922 роки): Геліболу, Еджеабат, Шаркьой, Мюрефте, Кешан, Ипсала, Енез.
- Дедеагацький санджак — 3 кази (1878—1913 роки): Дедеагач, Софулу, Енез; 2 кази (1913—1922 роки): Дедеагач, Софулу.
- санджак Гюмюлджіне — 6 кази: Гюмюлджіне, Ізкезе, Кошукавак, Ахічелебі, Егрідере, Даридере. У 912 році увійшов до складу Болгарії й Греції.
- санджак Філібе — 8 кази (1867—1876 роки): Філібе, Пазарджик, Хаскьой, Загра-і Атік, Кизанлик, Чирпан, Султаньєрі, Ахічелебі; 7 кази (1876—1878 роки): Філібе, Пазарджик, Хаскьой, Загра-і Атік, Кизанлик, Чирпан, Султаньоєрі. У 1878 році увійшов до Східної Румелії.
- санджак Ісліміє — Ісліміє, Ямболу, Місіврі, Карінабат, Айдос, Загра-і Джедід, Ахиолу, Бургас. У 1878 році увійшов до складу Східної Румелії.

## Населення
Відповідно до перепису 1885 року в вілаєті мешкало 870.427 осіб, з яких 431.032 особи були мусульманами, 277.162 — греками, 82.006 — болгарами, 50.072 — юдеями, 26.772 — вірменами.
Відповідно до перепису 1906 року в вілаєті мешкало 1 млн. 134 тис. осіб. З них 370 тис. були болгарами, 253 тис. мусульманами (рахувалися лази, черкеси, татари, туркомани, курди, власне турків було 3 тис.), 220 тис. — греками, 115 тис. — помаками, 30 тис. — вірменами, 15 тис. — циганами, 3,5 тис. — албанцями.
Велелюдними містами були Едірне (бл. 80 тис. осіб), Текірдаг (35 тис.), Геліболу (25 тис.), Киркларелі (16 тис.), Ізкезе (14 тис.), Чорлу (11,5 тис.), Діметока (10 тис.), Енез (8 тс.), Гюмюлджіне (8 тис.) і Дедеагач (3 тис.)